# Панцулая, Натия Титикоевна
Натия Титикоевна Панцулая (укр. Натія Титикоївна Панцулая, родилась 28 декабря 1991 года) — украинская футболистка, полузащитница клуба «Жилстрой-1» (Харьков) и сборной Украины.

## Клубная карьера
Начинала карьеру в 2009 году в составе костопольского клуба «Родина-Лицей», где провела 4 сезона. В сезоне 2009/2010 играла за мини-футбольный клуб «Ковельчанка» в чемпионате Украины.
В 2014 году перешла в клуб Первой лиги «Тернополянка», с которым вышла в Высшую лигу, а в 2016 году перешла в «Жилстрой-1», в котором отыграла 3 года. В сезоне 2016/2017 в составе «Жилстроя-1» провела три матча 6-й квалификационной группы женской Лиги чемпионов УЕФА. Сезон 2017/2018 провела в черниговской «Легенде». По окончании сезона уехала в турецкий «АЛГ Спор» (новичок первой турецкой лиги), стала с ним серебряным призёром чемпионата Турции 2018/2019. В 2019 году вернулась на Украину, выступала во Всеукраинском турнире «Футбольная весна» в составе «Единство-ШВСМ» (Плиски).
Летом 2019 года Панцулая перешла в женский «Атлетико Мадрид», но не сыграла ни одного матча и вернулась в турецкий «АЛГ Спор». В 2020 году вернулась на родину, став игроком ФК «Жилстрой-2».

## Карьера в сборной
Выступала за женскую сборную Украины до 19 лет, дебютировала в ней 19 сентября 2009 года в матче 10-й отборочной группы чемпионата Европы 2010 года против сверстниц из Кипра. Сыграла 4 матча за женскую сборную Украины в 4-й группе отбора на чемпионат мира 2019 года. Сыграла 18 матчей, забив 2 гола.
13 апреля 2021 года в ответном стыковом матче отбора на чемпионат Европы 2022 года против Северной Ирландии Панцулая совершила скандальный поступок: при счёте 0:1 в пользу Северной Ирландии на последних минутах Натия плечом грубо оттолкнула бежавшую с мячом Сару Макфадден, хотя сама была первой на мяче. За этот фол Панцулая получила прямую красную карточку, а украинки в итоге проиграли 0:2 и не попали на чемпионат Европы (поражение по сумме двух встреч 1:4).

## Достижения
- Чемпионка Украины: 2017/2018
- Серебряный призёр чемпионата Украины (2): 2017, 2018
- Обладательница Кубка Украины (2): 2016, 2018